# Вулиця Промислова (Тернопіль)
Вулиця Промислова — вулиця в промзоні міста Тернополя.

## Відомості
Розпочинається від вулиці Поліської, пролягає на північ вглиб промзони, де і закінчується. На вулиці розташовані переважно промислові підприємства та закинуті будівлі колишнього комбайнового заводу. З заходу примикає вулиця Дениса Лукіяновича. 

## Установи та комерція
- ПрАТ «Тернопільголовпостач» (Промислова, 20)
- «Агатасталь» (Промислова, 28)

## Транспорт
На вулиці розташовані 4 зупинки громадського транспорту, до яких курсують комунальний автобусний маршрут №21 та тролейбус №7. Наприкінці вулиці розташоване розворотне кільце — колишня кінцева тролейбусного маршруту №7, регулярне сполучення з якою було припинене через низький пасажиропотік та незадовільний стан дороги.